# Pigeon de Malherbe
Columba malherbii
Espèce
Statut de conservation UICN

 NT  : Quasi menacé
Le Pigeon de Malherbe (Columba malherbii) est une espèce d'oiseau appartenant à la famille des Columbidae.

## Répartition
Cet oiseau vit à Annobón et Sao Tomé-et-Principe.

## Habitat
Son habitat naturel est les forêts humides subtropicales ou tropicales entre 400 et 500 m d'altitude mais il fréquente aussi les plantations.